# Madrid Rio
Madrid Rio é um parque urbano da cidade espanhola de Madrid, construído ao longo de um troço urbano do rio Manzanares, depois de a estrada circular M-30 ter sido enterrada nesta zona. É o resultado de um projeto dirigido pelo arquiteto Ginés Garrido, que venceu o concurso internacional de ideias organizado pela Câmara Municipal de Madrid em 2005 para reabilitar a zona.
O projeto começou com a ideia de recuperar as margens do rio Manzanares para o uso e usufruto dos cidadãos. O troço do rio agora conhecido como Madrid Rio é o troço do rio que foi encaixotado pela estrada circular M-30, uma estrada que isolou o rio entre as duas direcções da autoestrada e criou uma barreira e uma fratura entre os dois lados da cidade, o distrito de Arganzuela do lado esquerdo, e os distritos de Latina, Carabanchel e Usera do lado direito. A ligação da M-30 com a autoestrada A-5, a estrada da Estremadura, separou a cidade de forma intransitável da Casa de Campo, o maior parque de Madrid. O projeto envolveu o enterramento da M-30 nesta zona, para além da secção da A-5 que decorre paralelamente à Casa de Campo.

## Restauro das barragens

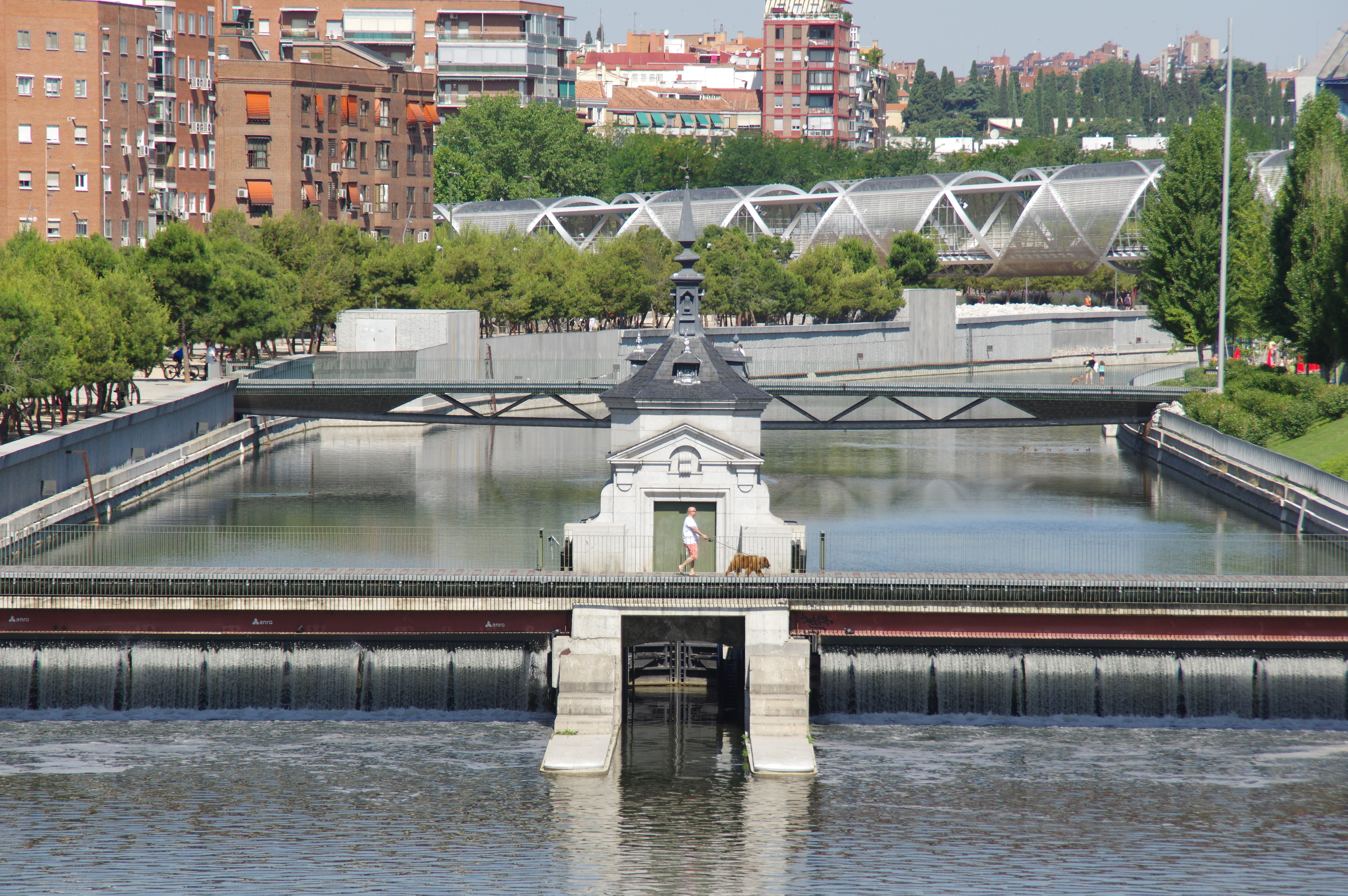
Barragem nº8, à qual foi acrescentada uma passagem os peões atravessarem o rio no parque.

As sete barragens que regulam o rio ao atravessar a cidade foram restauradas e colocadas ao serviço do novo sistema de passagens. Os seus mecanismos e fechaduras foram reparados e uma tábua de madeira acessível e uma escada para peixes foram incorporadas para favorecerem a continuidade da fauna subaquática ao longo do rio. Recebem as águas do Manzanares depois de passar pela barragem de Santillana, em Manzanares el Real, e pela barragem de El Pardo, já no concelho de Madrid, razão pela qual são numeradas de 3 a 9. Inicialmente, o projeto de renaturalização do Manzanares ao passar pelo parque contemplou a abertura de todas as barragens, exceto a derradeira, para criar as condições que tornariam possível a formação da escola de remo de Madrid Rio, mas finalmente, ao contrário do que foi concordado inicialmente e devido à pressão dos vizinhos das redondezas, foi também decidido abrir a derradeira para que o rio pudesse correr livremente.

## Ponte Monumental da Arganzuela

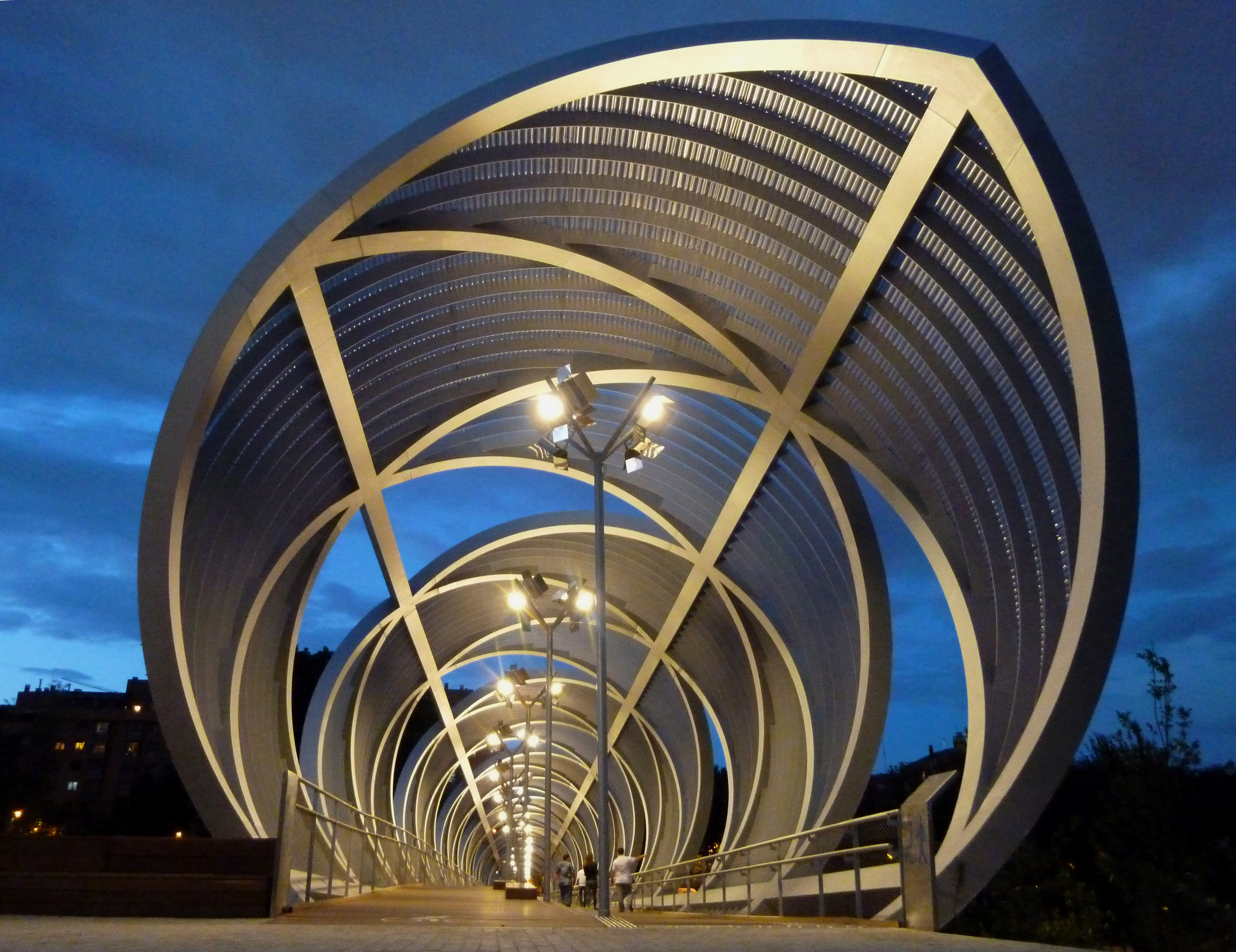
Ponte monumental da Arganzuela.

A ponte consiste em dois troços ligados por uma lomba artificial localizada no lado norte do rio. A secção sul tem 150 metros de comprimento e atravessa o rio Manzanares perpendicularmente, ligando a lombra central com a área de equipamento, localizada entre a Avenida do Manzanares e a Rua Antonio López. A secção norte, com 128 metros de comprimento, estende-se sobre o parque da Arganzuela, ligando a lombra com o Paseo de la Chopera. Junto da ponte monumental, talvez a mais conhecida do Madrid Rio, encontra-se a passagem da Arganzuela, muitas vezes confundida com a ponte.